# 唐納德·哈里斯
唐納德·賈斯柏·哈里斯（英語：Donald Jasper Harris，1938年8月23日—）是牙買加裔美國經濟學家、史丹佛大學荣休教授，以其將後凱恩斯學派思想應用於發展經濟學而著稱。他是首位在史丹佛大學經濟系獲得終身教職的黑人學者，也是現任美國副總統、2024年民主黨總統候選人賀錦麗及律師馬婭·哈里斯的父親。

## 早年生活和教育
哈里斯出生於牙買加聖安娜區，父系先祖是愛爾蘭裔英國白人奴隸主，他在西印度群島大學學院接受教育，隨後取得倫敦大學學士學位，並在加州大學柏克萊分校獲得經濟學博士學位。哈里斯在史丹佛大學任職之前，曾在伊利諾大學厄巴納-香檳分校、西北大學及威斯康辛大學麥迪遜分校擔任教職。
1978年，他出版了《資本累積和收入分配》一書，批判主流經濟學理論，並運用數學模型提出另一種模型來研究資本累積對收入不平等、經濟增長及經濟不穩定的影響。哈里斯在牙買加的經濟分析和政策研究領域有廣泛貢獻，並多次擔任該國政府及多位總理的經濟政策顧問。2021年，哈里斯因「對國家發展的貢獻」獲得牙買加第三高的國家榮譽勳章。

## 家庭
1961年秋，哈里斯憑藉伊薩獎學金前往加州大學伯克利分校。1962年秋末，他在美國黑人協會的一次會議上發表演講。演講結束後，他遇到了台下的沙亞馬拉·戈帕蘭，她是來自印度的加州大學伯克利分校營養學與內分泌學研究生。哈里斯回憶說：「我們當時就開始了對話，並在隨後的幾次會議上繼續討論。」兩人於1963年7月結婚。
哈里斯與戈帕蘭育有兩個孩子：美國第49任副總統賀錦麗和律師及政治評論員馬婭·哈里斯。這對夫婦於1971年離婚。哈里斯的女兒們在成長過程中曾多次探訪他在牙買加的家人。1978年，哈里斯將其著作《資本累積和收入分配》獻給他的女兒們。隨著女兒們的事業逐漸崛起，哈里斯保持低調，過著私人生活，並幾乎拒絕了所有採訪邀請。卡馬拉·哈里斯曾形容她與父親的關係親切但疏遠，因為她主要由母親撫養長大。
據報導，哈里斯於2015年5月前成為美國公民，並在華盛頓特區擁有住所。

## 外部連結
- Donald J. Harris, Professor of Economics, Emeritus （页面存档备份，存于）, at Stanford University.